# Album v živo
Album v živo, tudi koncertni album, je posnetek, sestavljen iz materiala (po navadi glasbe), ki je bil posnet med nastopom na odru, za razliko od studijskega albuma. Albumi v živo lahko vsebujejo posnetke z le enega koncerta, lahko pa vsebuje mešanico posnetkov z več koncertov.
Albumi v živo imajo po navadi manj "dokončan" značaj kot studijski album in so namenjeni podoživljanju udeležitve koncerta. Zato lahko vsebujejo aplavz in druge zvoke občinstva, avtorjeve komentarje med pesmimi, improvizacijo in tako dalje. Navadno se snema vsak inštrument na odru posebej. Včasih albumi v živo vsebujejo pesmi, ki jih do tedaj avtor še nikoli ni posnel.
Zadnja leta veliko albumov v živo vsebuje tudi DVD posnetke koncerta. Primeri takih albumov so Bullet in a Bible skupine Green Day, Izštekani pri Juretu Longyki skupine Zmelkoow in Stadion Stožice skupine Siddharta.